# ダル (パプアニューギニア)
ダル（英: Daru）は、パプアニューギニアのパプア地方の西部州の州都。パプア湾の西側、フライ川の河口近くにあるダル島に位置する。2011年の人口は1万5142人で、国内8位。パプアニューギニアの南岸ではポートモレスビーに次ぐ規模である。
パプアニューギニア政府は2020年11月、中華人民共和国の企業「福建中鴻漁業」が2億オーストラリアドルを投資してダル島に漁港を整備する覚書を締結した。これに対してトレス海峡を隔てて200キロメートル南にあるオーストラリアでは、漁民を隠れ蓑とした中国民兵の活動や中国漁船による乱獲を警戒している。

## 人口
- 1980年9月22日：7127人
- 1990年7月11日：8501人
- 2000年7月9日：1万2935人
- 2011年7月10日：1万5142人

## 言語
- キワイ語（英語版）